# Hasse Borg
Hasse Borg (ur. 4 sierpnia 1953 w Örebro) – szwedzki piłkarz występujący na pozycji obrońcy.

## Kariera klubowa
Borg karierę seniorską rozpoczynał w 1973 roku w klubie BK Forward. W 1974 trafił do Örebro SK. W 1977 roku został graczem niemieckiego Eintrachtu Brunszwik. W Bundeslidze zadebiutował 6 sierpnia 1977 w przegranym 1:2 meczu z 1. FC Kaiserslautern. 10 grudnia 1977 w wygranym 3:1 spotkaniu z 1. FC Kaiserslautern strzelił pierwszego gola w trakcie gry w Bundeslidze. W 1980 roku spadł z klubem do 2. Bundesligi, ale po roku powrócił z Eintrachtem do Bundesligi. Grał w nim do końca sezonu 1982/1983. W sumie rozegrał tam 172 ligowe spotkania i zdobył 9 bramek.
W 1983 roku powrócił do Szwecji. Podpisał tam kontrakt z zespołem Malmö FF. Spędził tam 6 lat. W tym czasie zdobył z klubem dwa mistrzostwa Szwecji oraz dwa Puchary Szwecji.

## Kariera reprezentacyjna
W reprezentacji Szwecji Borg zadebiutował 28 lutego 1976 w zremisowanym 1:1 towarzyskim meczu z Tunezją. W 1978 roku został powołany do kadry na Mistrzostwa Świata. Zagrał na nich we wszystkich trzech meczach swojej drużyny - z Brazylią (1:1), Austrią (0:1) i Hiszpanią (0:1). Z tamtego turnieju Szwedzi odpadli po fazie grupowej. W latach 1976–1985 w drużynie narodowej rozegrał w sumie 49 spotkań i zdobył 4 bramki.